# Olga Gennadjewna Wiluchina
Olga Gennadjewna Wiluchina (russisch Ольга Геннадьевна Вилухина; * 22. März 1988 in Meschgorje, Baschkirische ASSR, UdSSR) ist eine ehemalige russische Biathletin.

## Werdegang
Olga Wiluchina startet für den Zentralen Sportklub der Armee. Sie lief 2006 in Presque Isle ihre erste Junioren-Weltmeisterschaft im Biathlon. Zwar wurde sie im Einzel nur 28., gewann jedoch in den übrigen Rennen einen kompletten Medaillensatz. Im Sprint gewann sie den Titel, in der Verfolgung wurde sie Dritte und gewann mit der Staffel die Silbermedaille. Nicht ganz so erfolgreich war die Junioren-WM ein Jahr später in Martell. Wiluchina gewann erneut Staffelsilber und lief auch in den übrigen drei Einzelrennen unter die besten 15, bestes Ergebnis war Platz neun im Verfolgungsrennen. Bei der Junioren-Europameisterschaft in Bansko erreichte die Russin ausschließlich einstellige Resultate. Mit der Staffel gewann sie den Titel, wurde Siebte im Einzel und im Sprint sowie Sechste der Verfolgung. 2008 folgten weitere gute Ergebnisse. Bei der Junioren-Weltmeisterschaft lief Wiluchina erneut dreimal auf einstellige Plätze, darunter auf den Bronzerang im Staffelrennen und auf den vierten Platz in der Verfolgung. In Nové Město na Moravě gewann sie wieder die Goldmedaille im Staffel-Wettbewerb. Zum vierten Mal startete die Russin 2009 bei einer Junioren-Weltmeisterschaft in Canmore. Erneut gewann sie mit der Staffel eine Medaille, in diesem Jahr Silber. Im Sprint wurde sie Sechste und verpasste als Viertplatzierte knapp eine weitere Medaille im Verfolgungsrennen. Ganz besonders erfolgreich verlief die Junioren-Europameisterschaft im heimischen Ufa. Wiluchina trat in allen vier Rennen, Sprint, Verfolgung, Einzel und mit der Staffel, an und gewann in allen vier Rennen die Titel.
Aufgrund der guten Ergebnisse wurde Wiluchina für die letzte Station des Weltcups 2008/09 in Chanty-Mansijsk nominiert und lief überraschend in ihrem ersten Rennen auf den sechsten Platz. Damit war sie zugleich beste Russin im Rennen. Bei den Europameisterschaften 2010 in Otepää gewann Wiluchina als Startläuferin mit Jekaterina Jurlowa, Jekaterina Glasyrina und Jekaterina Schumilowa die Bronzemedaille im Staffelwettbewerb und wurde zudem 15. des Einzels. Es folgten erst wieder in der Saison 2010/11 Weltcup-Einsätze, seit der Saison 2011/12 gehört sie zum russischen Stamm für den Weltcup und erreichte mehrere Top-Ten-Resultate, darunter eine Wiederholung ihrer persönlichen Bestleistung mit Rang sechs bei einem Sprint in Hochfilzen. Dort gewann sie mit einer Mixed-Staffel auch ihr erstes Weltcup-Rennen, ein weiter Sieg in der Frauenstaffel folgte in Oberhof. In der folgenden Saison gelang ihr bislang größter sportlicher Erfolg mit dem Gewinn der Bronzemedaille in der Verfolgung bei der WM in Ruhpolding. Ihr bestes Resultat im Gesamtweltcup erreichte Wiluchina in der Saison 2013/14, wo sie als beste Russin 5. wurde.
Nachdem Wiluchina ab 2014 nicht mehr im Weltcup zum Einsatz kam, verkündete sie im November 2016 ihr Karriereende.

## Doping und Sperre
Das Internationale Olympische Komitee (IOC) hat 2017 gegen Wiluchina eine lebenslange Olympiasperre verhängt. Ausgelöst wurde die Sperre durch den McLaren-Report. Die erhaltenen olympischen Medaillen wurden aberkannt. Später nahm der Internationale Sportgerichtshof diese Sperre aber wieder zurück und Wiluchina durfte ihre Silbermedaille aus dem Sprint behalten.

## Erfolge
Die Tabelle zeigt alle Platzierungen (je nach Austragungsjahr einschließlich Olympische Spiele und Weltmeisterschaften).
- 1.–3. Platz: Anzahl der Podiumsplatzierungen
- Top 10: Anzahl der Platzierungen unter den ersten zehn (einschließlich Podium)
- Punkteränge: Anzahl der Platzierungen innerhalb der Punkteränge (einschließlich Podium und Top 10)
- Starts: Anzahl gelaufener Rennen in der jeweiligen Disziplin
- Staffel: inklusive Mixed- und Single-Mixed-Staffeln

| Platzierung         | Einzel | Sprint | Verfolgung | Massenstart | Staffel | Gesamt |
| ------------------- | ------ | ------ | ---------- | ----------- | ------- | ------ |
| 1. Platz            |        |        |            |             | 4       | 4      |
| 2. Platz            |        | 1      | 1          |             | 2       | 4      |
| 3. Platz            |        | 2      | 1          |             | 2       | 5      |
| Top 10              | 3      | 16     | 14         | 4           | 17      | 54     |
| Punkteränge         | 7      | 25     | 23         | 8           | 15      | 78     |
| Starts              | 8      | 28     | 24         | 10          | 18      | 88     |
| Stand: 8. März 2014 |        |        |            |             |         |        |